# Urochloa
Genre
Urochloa est un genre de plantes monocotylédones de la famille des Poaceae, sous-famille des Panicoideae, à répartition pantropicale, qui comprend environ 120 espèces. Le nombre d'espèces rattachées à ce genre varie selon les auteurs, certains considérant que le genre Brachiaria (une centaine d'espèces) doit être inclus dans le genre Urochloa.
Diverses espèces de ce genre sont utilisées comme plantes fourragères pour nourrir le bétail soit au pâturage, soit sous forme de fourrage récolté. D'autres espèces, parfois les mêmes,  sont considérées comme des mauvaises herbes des cultures, parfois envahissantes comme c'est le cas d'Urochloa mutica en Australie. Ce sont aussi des plantes utiles pour lutter contre l'érosion des sols et protéger les rives des cours d'eau.
Une espèce, Urochloa deflexa, est cultivée comme céréale mineure en Afrique occidentale.

## Liste d'espèces
Selon The Plant List (30 septembre 2017) :
- Urochloa brachyura (Hack.) Stapf
- Urochloa chennaveeraina (Basappa & Muniy.) Ashalatha & V.J. Nair
- Urochloa echinolaenoides Stapf
- Urochloa glumaris (Trin.) Veldkamp
- Urochloa longifolia B.S.Sun & Z.H.Hu
- Urochloa mosambicensis (Hack.) Dandy
- Urochloa oligotricha (Fig. & De Not.) Henrard
- Urochloa olivacea Sánchez-Ken
- Urochloa panicoides P.Beauv.
- Urochloa pauciflora Sánchez-Ken
- Urochloa platyrrhachis C.E.Hubb.
- Urochloa rudis Stapf
- Urochloa sclerochlaena Chiov.
- Urochloa semiverticillata (Rottler ex Steud.) Ashalatha & V.J. Nair
- Urochloa setigera (Retz.) Stapf
- Urochloa trichopodioides (Mez & K.Schum) S.M.Phillips & S.L.Chen
- Urochloa trichopus (Hochst.) Stapf